# Duruelo
Duruelo és un municipi de la província de Segòvia, a la comunitat autònoma de Castella i Lleó.

## Demografia
| 1991 | 1996 | 2001 | 2006 |
| ---- | ---- | ---- | ---- |
| 119  | 155  | 140  | 138  |